# Stazione di Pregnana Milanese
Stazione di Pregnana Milanese vasútállomás Olaszországban, Lombardia régióban, Pregnana Milanese településen.

## Vasútvonalak
Az állomást az alábbi vasútvonalak érintik:
- Torino–Milánó-vasútvonal

## Kapcsolódó állomások
A vasútállomáshoz az alábbi állomások vannak a legközelebb:
- Stazione di Vittuone-Arluno
- Stazione di Rho